# Reino Unido en los Juegos Olímpicos de Nagano 1998
El Reino Unido estuvo representado en los Juegos Olímpicos de Nagano 1998 por un total de 34 deportistas que compitieron en 7 deportes.  
El portador de la bandera en la ceremonia de apertura fue el biatleta Michael Dixon.

## Medallistas
El equipo olímpico británico obtuvo las siguientes medallas:
| Nombre                                              | Deporte   | Competición |
| --------------------------------------------------- | --------- | ----------- |
| Oro                                                 |           |             |
| —                                                   |           |             |
| Plata                                               |           |             |
| —                                                   |           |             |
| Bronce                                              |           |             |
| Sean Olsson Dean Ward Courtney Rumbolt Paul Attwood | Bobsleigh | Cuádruple M |